# William Wirt Winchester
William Wirt Winchester (Baltimore, Maryland, 22 de junio de 1837 - New Haven, Connecticut, 7 de marzo de 1881) fue tesorero de la Compañía de Armas de Repetición de Winchester, cargo que ocupó hasta su muerte en 1881.

## Familia
Nació el 22 de junio de 1837, hijo de Oliver Fisher Winchester y Jane Ellen Hope en Baltimore, Maryland. Sus hermanos fueron: Ann Rebecca Winchester (1835-1864) quien se casó con Charles B. Dye; y Hannah Jane Winchester, quien se casó con Thomas Gray Bennett. William se casó con Sarah Lockwood Pardee el 30 de septiembre de 1862. La pareja tuvo una hija, Annie Pardee Winchester, nacida el 15 de junio de 1866, que murió el 25 de julio, 6 semanas después, de marasmo.   William murió en New Haven, Connecticut, el 7 de marzo de 1881, de tuberculosis. Fue enterrado en el cementerio Evergreen en New Haven. Después de su muerte, su esposa, Sarah, se hizo notable por la construcción de la excéntrica mansión Winchester.

## Legado
El hospital William Wirt Winchester en West Haven, Connecticut, fue establecido en su honor por su esposa para el tratamiento de la tuberculosis. El hospital fue vendido más tarde y se convirtió en un Hospital de Administración de Veteranos. El Pabellón privado en el Hospital Yale New Haven fue renombrado en su honor.